# Филипп де Люксембург

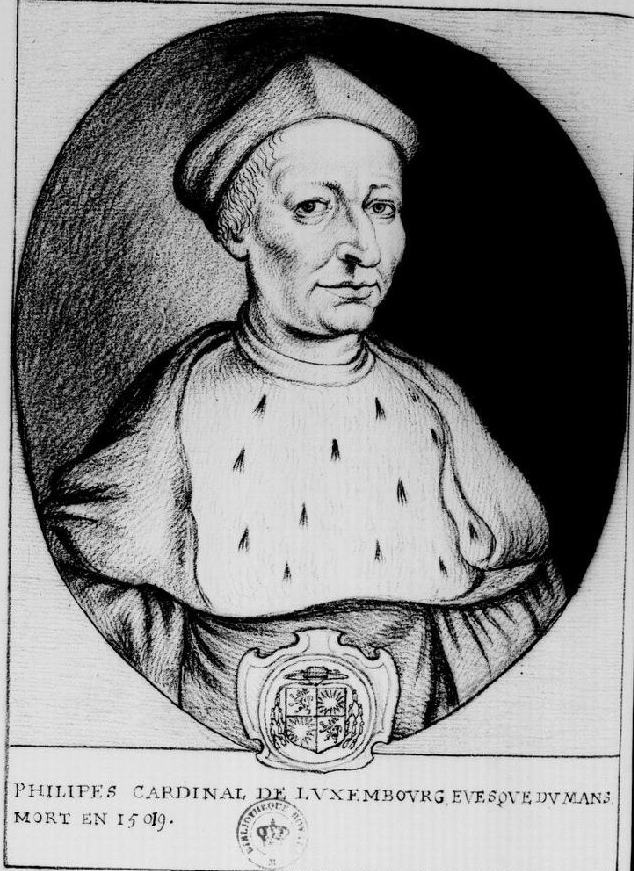
Карандашный портрет кардинала Филиппа де Люксембурга

Филипп де Люксембург (Philippe de Luxembourg) (1445 — 2 июня 1519) — французский кардинал.
Представитель рода Люксембург-Линьи. Сын Тибо де Люксембурга (ок. 1410 — 1 сентября 1477) — сеньора де Фиенн, графа де Бриенн, епископа Ле-Мана.
С 1466 г. аббат монастыря Сен-Венсан дю Ман.
После смерти отца сменил его в должности епископа Ле-Мана (1477). В 1507 году уступил епархию своему племяннику Франсуа де Люксембургу, но после его смерти (1509) снова занял епископскую кафедру.
На консистории 21 января 1495 года по просьбе короля Карла VIII (который приходился Филиппу родственником) возведён папой Александром VI в кардинальское достоинство (кардинал-пресвитер де Сен Марселино э Пьетро).
Епископ Теруана (1496—1507), Сен-Пон-де-Томьера (1509), Арраса (1512—1516) и Мальезе (1518). Кардинал-епископ Альбано (3 июня 1509 — 20 января 1511) и Фраскати (20 января 1511 — 2 июня 1519). В разные периоды своей жизни он также был почётным (коммендатированным) настоятелем монастырей Жюмьеж, Сен-Винсент-дю-Ман, Сен-Мартен-де-Се и Антремон.
С 1516 года апостолический легат во Франции.
Умер в Ле-Мане 1 сентября 1477 года.